# Infiniti Etherea
Der Infiniti Etherea ist ein Konzeptauto, welches Infiniti 2011 auf dem Genfer Auto-Salon präsentierte. Es verfügt über Frontantrieb und basiert auf der gleichen Plattform wie der Nissan Qashqai und Renault Mégane. Der in der Kompaktklasse angesiedelte Fünftürer ähnelt in Größe und Konzept dem Lexus CT200h und erhielt einen Hybridantrieb mit einem 2,5-Liter-Vierzylinder-Ottomotor mit 180 kW (241 PS) und einem Elektromotor mit 25 kW (33 PS), wobei die elektrische Energie in einem Lithium-Ionen-Akku gespeichert wird. Der Ethera verfügt über ein reines Glasdach sowie Selbstmördertüren.

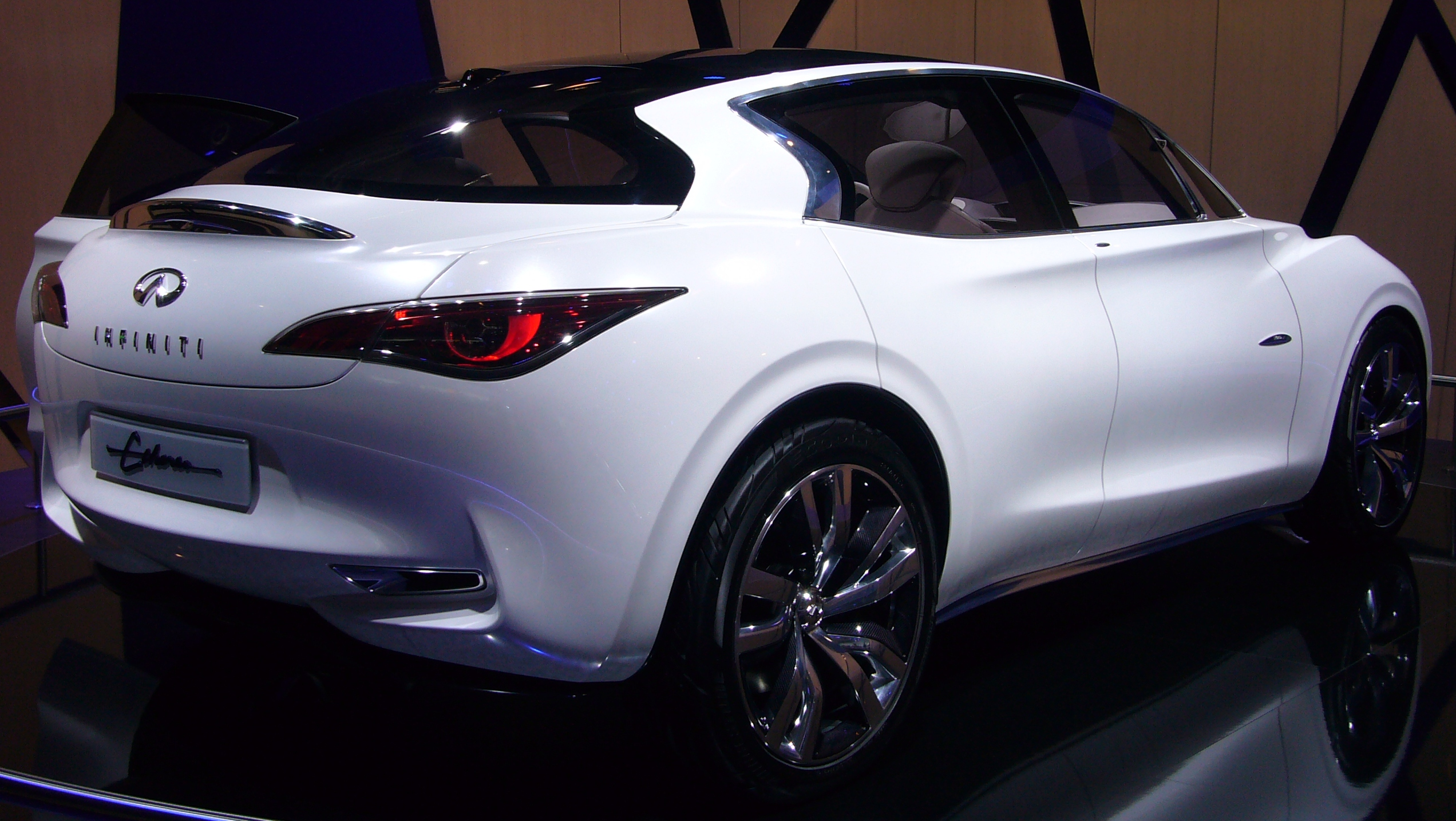
Heckansicht
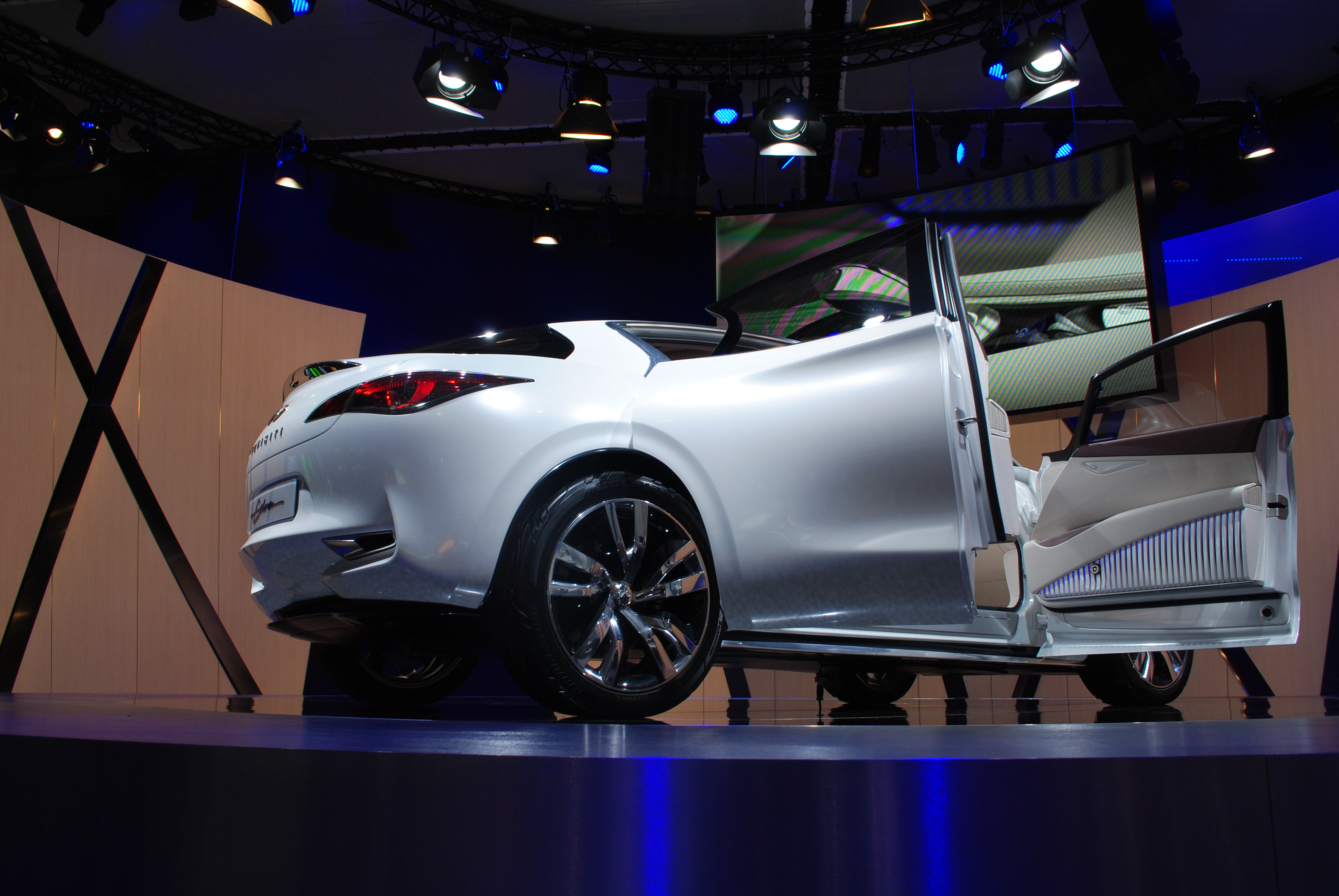
Blick auf die Türen